# Martes foina intermedia
Martes foina intermedia es una subespecie de  mamíferos carnívoros  de la familia Mustelidae,  subfamilia Mustelinae.

## Distribución geográfica
Se encuentra en el Asia Central.